# Парсонс (лунный кратер)
Кратер Парсонс (лат. Parsons) — большой древний ударный кратер в северном полушарии обратной стороны Луны. Название присвоено в честь американского инженера-ракетостроителя Джона Парсонса (1913—1952) и утверждено Международным астрономическим союзом в 1970 г. Образование кратера относится к нектарскому периоду.

## Описание кратера
Ближайшими соседями кратера являются кратер Мур на западе; кратер Эрлих на севере-северо-западе; кратер Шнеллер на северо-востоке и кратер Крылов на востоке-юго-востоке. Селенографические координаты центра кратера 37°15′ с. ш. 171°10′ з. д. / 37,25° с. ш. 171,16° з. д., диаметр 41,1 км, глубина 2,2 км.
Кратер Парсонс имеет циркулярную форму и сравнительно умеренно разрушен. Вал сглажен, но сохранил достаточно четкие очертания, отмечен несколькими кратерами различных размеров, к юго-восточной части вала примыкает приметный безымянный чашеобразный кратер. Внутренний склон широкий, со слабыми остатками террасовидной структуры. Высота вала над окружающей местностью достигает 1030 м, объем кратера составляет приблизительно 1200 км³.  Дно чаши плоское, диаметром приблизительно в половину диаметра кратера.

## Сателлитные кратеры
| Парсонс | Координаты                                              | Диаметр, км |
| ------- | ------------------------------------------------------- | ----------- |
| D       | 38°20′ с. ш. 168°41′ з. д. / 38,33° с. ш. 168,69° з. д. | 53,0        |
| E       | 37°31′ с. ш. 167°41′ в. д. / 37,51° с. ш. 167,69° в. д. | 27,1        |
| L       | 33°39′ с. ш. 169°55′ в. д. / 33,65° с. ш. 169,91° в. д. | 34,3        |
| M       | 33°50′ с. ш. 171°38′ в. д. / 33,83° с. ш. 171,64° в. д. | 24,7        |
| N       | 34°08′ с. ш. 173°14′ в. д. / 34,13° с. ш. 173,23° в. д. | 41,2        |
| P       | 35°34′ с. ш. 172°44′ в. д. / 35,57° с. ш. 172,73° в. д. | 27,1        |

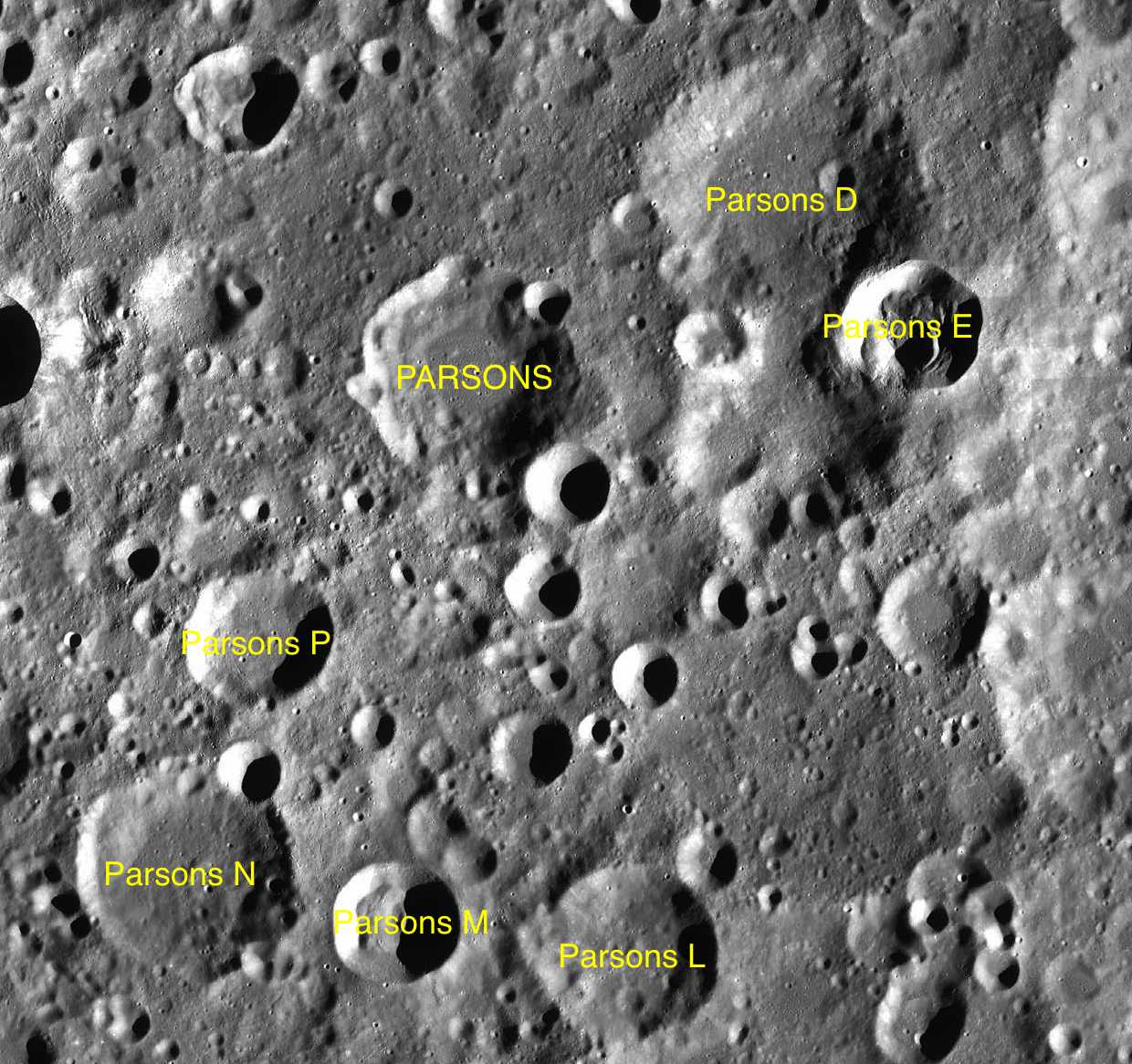
Фрагмент карты LAC-33.

- Образование сателлитного кратера Парсонс N относится к нектарскому периоду[1].